# No Manches Frida
No Manches Frida (auch bekannt als El profesor sustituto) ist eine mexikanische Filmkomödie aus dem Jahr 2016 und Neuverfilmung des 2013 erschienenen deutschen Films Fack ju Göhte von Bora Dağtekin.
Die Hauptrollen werden von Omar Chaparro und Martha Higareda dargestellt. Der Film wurde von Lionsgate produziert und wurde am 2. September 2016 von Pantelion Films in den USA veröffentlicht. Die Kinokette AMC Theatres brachte No Manches Frida im September 2016 in den USA und Mexiko in den allgemeinen Vertrieb gebracht. Die Fortsetzung No Manches Frida 2 wurde im März 2019 veröffentlicht.

## Handlung
Der Film erzählt die Geschichte des Diebes Ezequiel „Zequi“ Alcántara (Omar Chaparro), der nach seiner Entlassung aus dem Gefängnis beschließt, zu dem unbebauten Grundstück zurückzukehren, auf dem sein Komplize das Geld vergraben hat. Zu seiner Überraschung stellt er jedoch fest, dass auf dem Grundstück inzwischen die Turnhalle des Frida-Kahlo-Gymnasiums steht.
Um an das Geld zu kommen, fälscht er Dokumente, um an der Schule als Aushilfslehrer arbeiten zu können. Dies gelingt ihm, doch hat nicht damit gerechnet, dass er eine Klasse von unkontrollierbaren, rebellischen Schülern unterrichten muss.

## Einnahmen
No Manches Frida spielte in den USA und Kanada 11,5 Millionen US-Dollar ein, in Mexiko 3,2 Millionen US-Dollar, weltweit insgesamt 23,5 US-Dollar.
Am Eröffnungswochenende in den USA spielte der Film 3,7 Millionen US-Dollar ein sowie weitere 4,8 Millionen US-Dollar am viertägigen Labor Day Weekend.

## Fortsetzung
Im Oktober 2016 kündigte Pantelion Films eine Fortsetzung an, die am 15. März 2019 als No Manches Frida 2 in den USA und Kanada in die Kinos kam.